# Хильтунен, Эйла
Эйла Хильтунен (22 ноября 1922, Сортавала — 10 октября 2003, Хельсинки) — финский скульптор.
Ранние работы выполняла из мрамора и бронзы, с конца 1950-х начала экспериментировать с литьем и сваркой.

## Биография

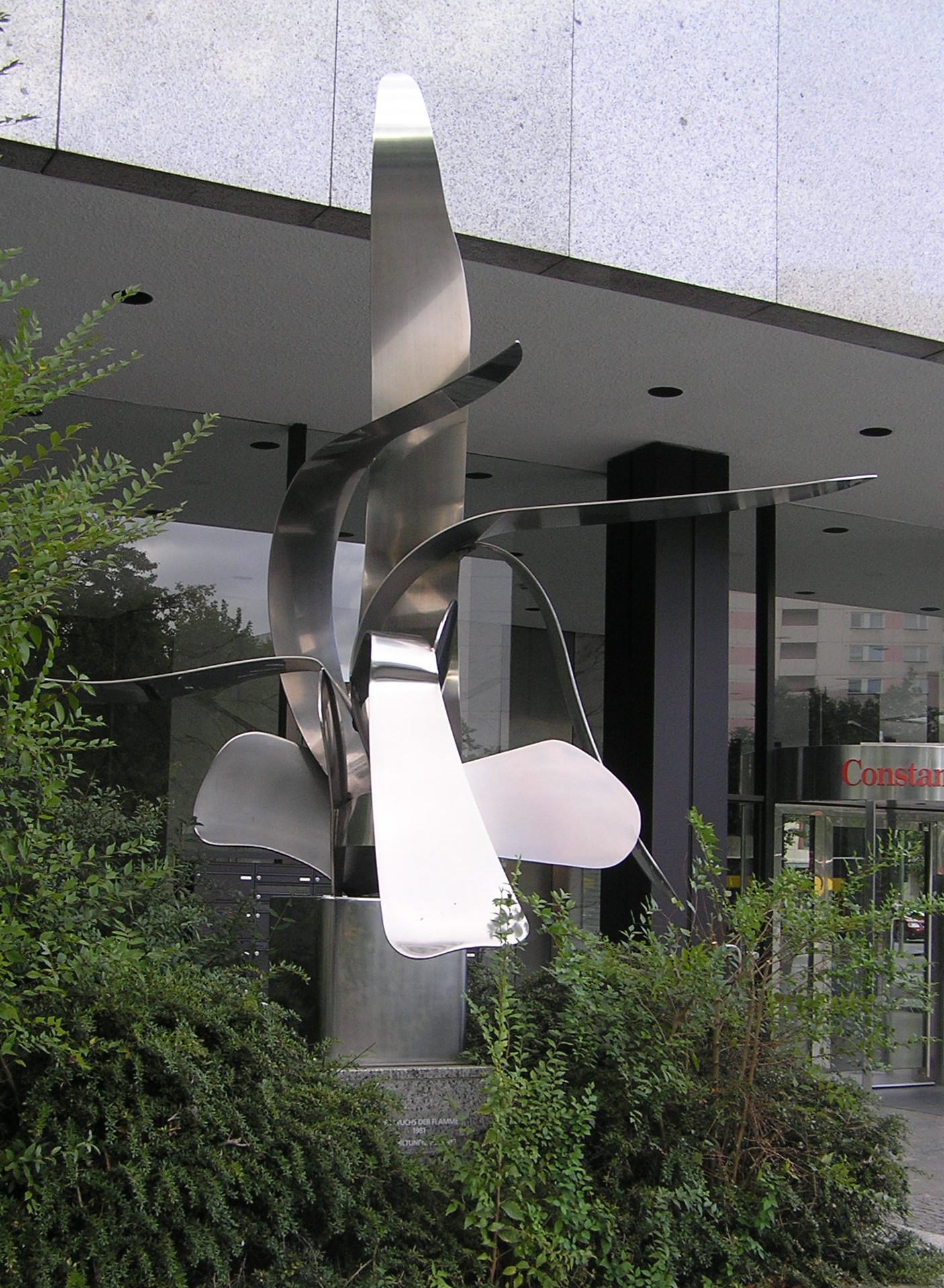
Скульптура «Пламя» (1981) в Берлине

Родилась 22 ноября 1922 года в городе Сортавала, Восточной Финляндии (в настоящее время часть России). Во время Второй мировой окончила среднюю школу. Дважды выигрывала главный приз за академическую скульптуру во время обучения в Финской академии искусства. В 1944 году вышла замуж за овдовевшего армейского офицера-фотографа, который был старше её на 6 лет.
В 1966 году была награждена высшей государственной наградой Финляндии для деятелей искусств — медалью «Pro Finlandia».
Одной из самых известных работ Эйлы Хильтунен является Памятник Сибелиусу в Хельсинки, уменьшенная копия которого стоит возле Штаб-квартиры ООН в Нью-Йорке.